# John Mitchell Kemble
John Mitchell Kemble, född den 2 april 1807 i London, död den 26 mars 1857 i Dublin, var en brittisk historiker och språkforskare. Han var son till Charles Kemble och bror till Fanny Kemble.
Kemble kan betecknas som i viss mån banbrytare inom brittisk historie- och språkforskning. Han utgav bland annat en upplaga av Beowulf (1833), hans Saxons in England (1849, ny upplaga 1876) är ett av engelsk historieskrivnings klassiska verk, och hans monumentala Codex diplomaticus ævi saxonici (1839-48) förblev länge ett viktigt hjälpmedel för historiker och språkforskare.